# Tachytrechus tenuiseta
Tachytrechus tenuiseta är en tvåvingeart som beskrevs av Greene 1922. Tachytrechus tenuiseta ingår i släktet Tachytrechus och familjen styltflugor.
Artens utbredningsområde är Oregon. Inga underarter finns listade i Catalogue of Life.